# Santa Maria a Vico
Santa Maria a Vico est une commune de la province de Caserte, dans la région Campanie.

## Administration
| Période                                  | Période | Identité | Étiquette | Qualité |
| ---------------------------------------- | ------- | -------- | --------- | ------- |
|                                          |         |          |           |         |
| Les données manquantes sont à compléter. |         |          |           |         |

### Communes limitrophes
Arienzo, Cervino, Durazzano, Maddaloni, San Felice a Cancello, Sant'Agata de' Goti

## Personnalités liées
- Elisa Ruotolo, écrivaine italienne y est née en 1975